# 巴布亚新几内亚
巴布亚新几内亚独立国（英語：Independent State of Papua New Guinea，缩写：PNG），通称巴布亚新几内亚（Papua New Guinea；巴布亚皮钦语：Papua Niugini；希里摩图语：Papua Niu Gini），简称巴新，是位於太平洋西南部的一個島嶼國家，主要涵蓋新幾內亞島東半部，西鄰印度尼西亞的巴布亞省，南部和東部分別與澳大利亞聯邦和所羅門羣島隔海相望。

## 語源
巴布亞源自於當地語言，但確切來源仍不清楚。葡萄牙史家安東尼奧·加爾旺曾於著作中道:
The people of all these islands are blacke, and have their haire frisled, whom the people of Maluco do call Papuas.
新幾內亞（英語：New Guinea）則是源於西班牙探險家Yñigo Ortiz de Retez，在1545年提到該地的人種與他先前於非洲幾內亞地區所觀察到的人種之間的相似之處，因此命名為新幾內亞。幾內亞最初為柏柏語中的詞彙，意為黑人，被葡萄牙語借用後，又傳入其他語言廣為使用。

## 历史
公元前8000年新幾內亞高地已有人定居。1511年葡萄牙人發現新幾內亞島。直至19世紀初，西方對此島了解不多。18世纪末至19世纪初，荷兰东印度公司开始从爪哇岛的巴达维亚派来殖民者勘探该岛，但岛屿沿海低地大多被热带雨林和沼泽覆盖，超出了当时的技术能力，因而在此后很长一段时间内欧洲殖民者只在该岛沿海活动。

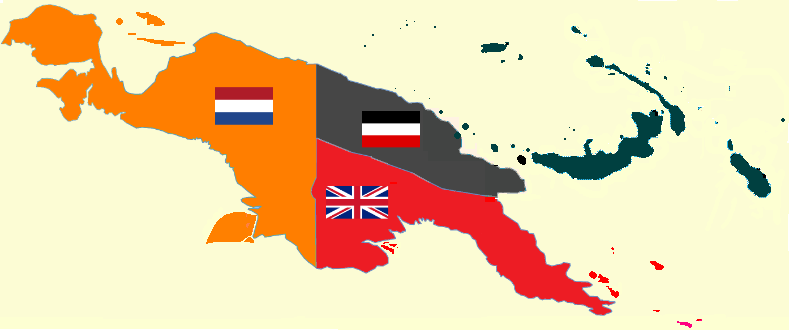
橙色：荷蘭，紅色：英國，灰色：德國。新幾內亞1884年至1919年殖民地圖

随着19世纪的殖民活动不断深入，世界各地易开发土地大多被瓜分，欧洲殖民者开始佔領巴布亚岛。1884年英、德相繼瓜分新幾內亞島東半部及附近島嶼，两国领地的分界线为中部的中央山系。1906年英屬新幾內亞交澳洲聯邦管理，改稱澳屬巴布亞領地。

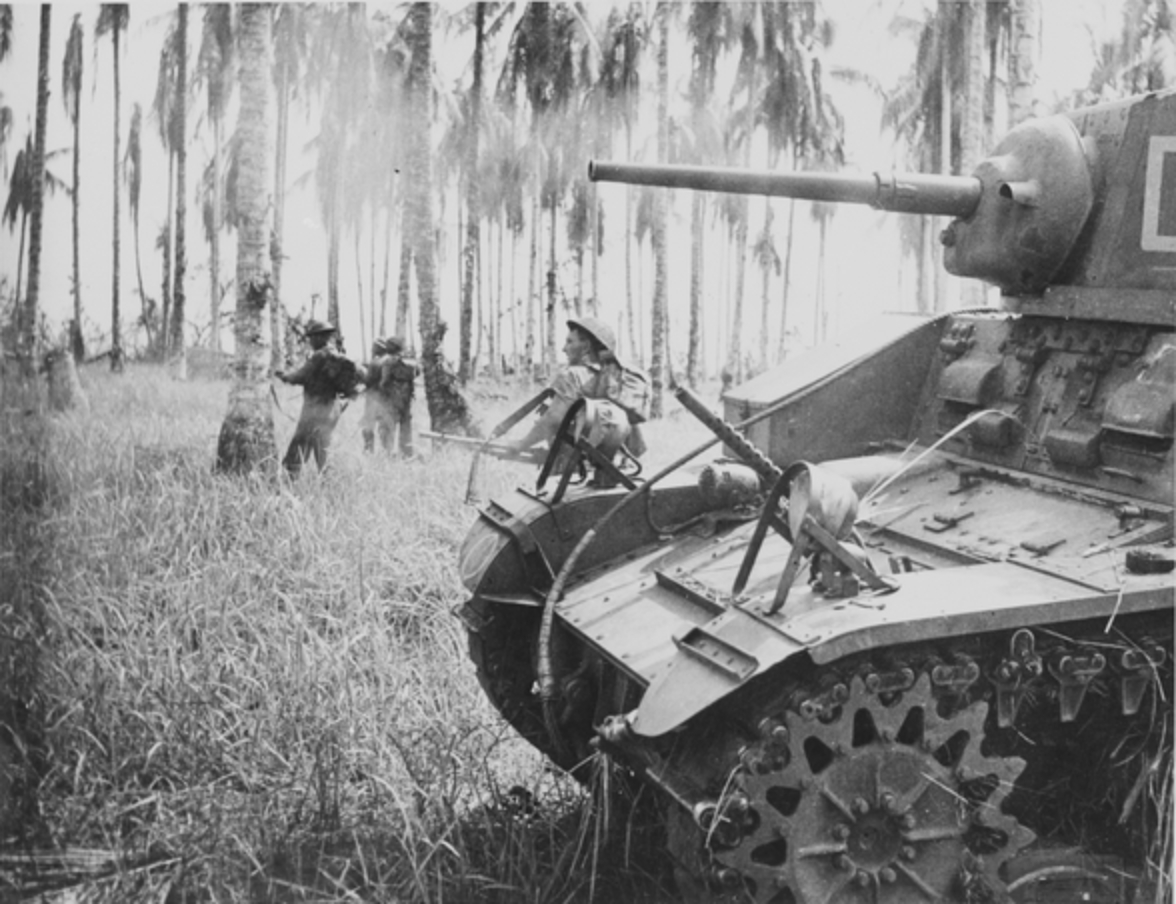
1943年1月7日，在布納澳洲軍隊攻擊日軍陣地

1919年一战结束后，澳军佔領德属新几内亚。1920年12月17日國際聯盟決定委託澳管理新幾內亞領地；二战中新幾內亞一度為日軍佔領，戰後聯合國委托澳洲託管，1949年澳將兩部分合併為一個行政單位，稱「巴布亞紐幾內亞領地」。
1973年12月1日實行內部自治。1975年9月16日脫離澳洲獨立，成為英聯邦王國成員國。

## 地理

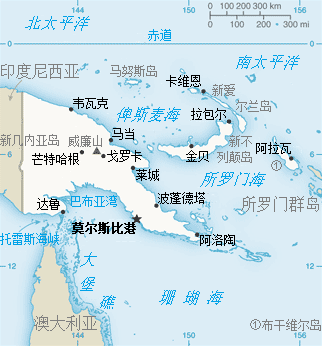
地图

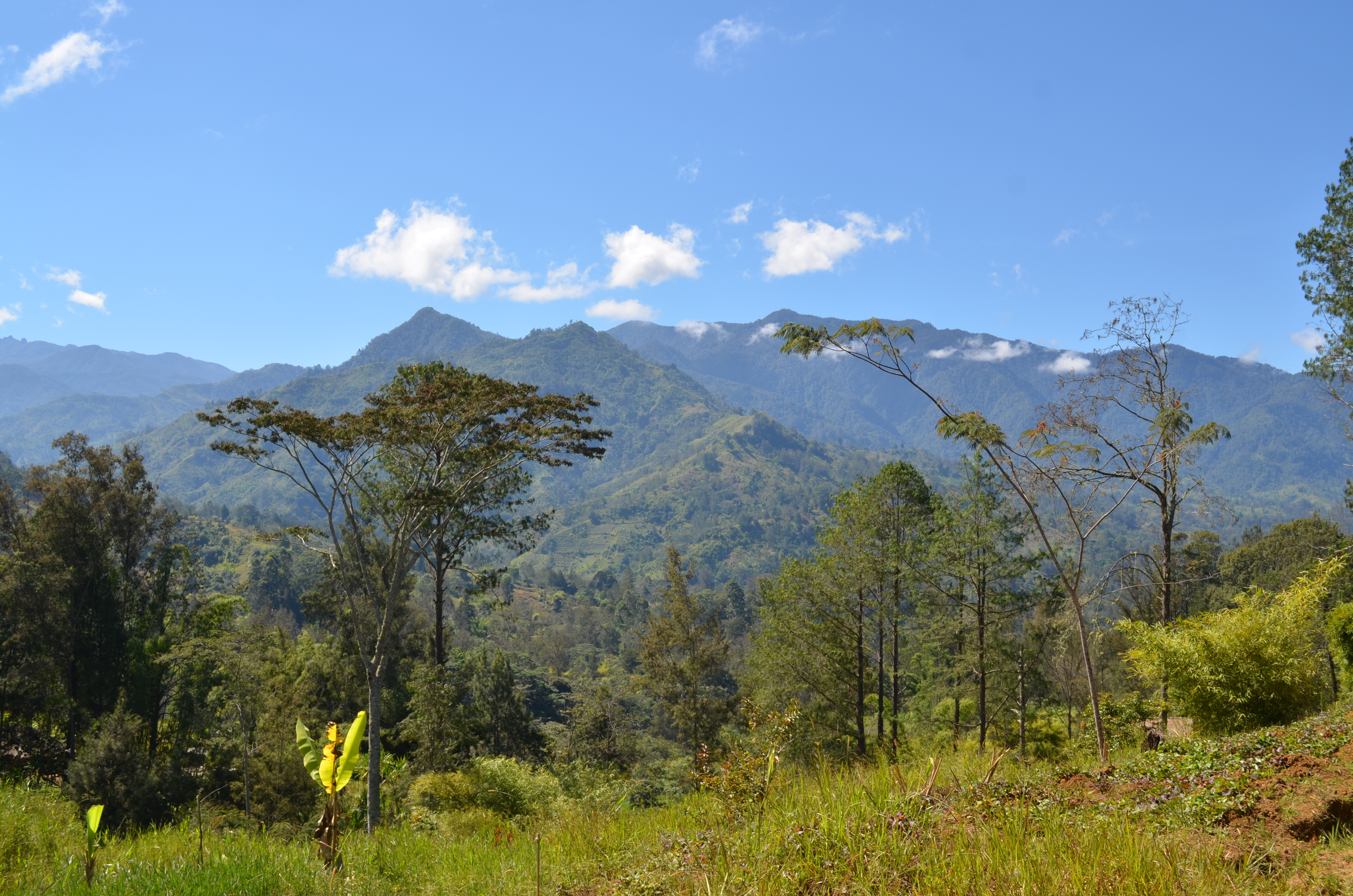
巴布亞新幾內亞的高地

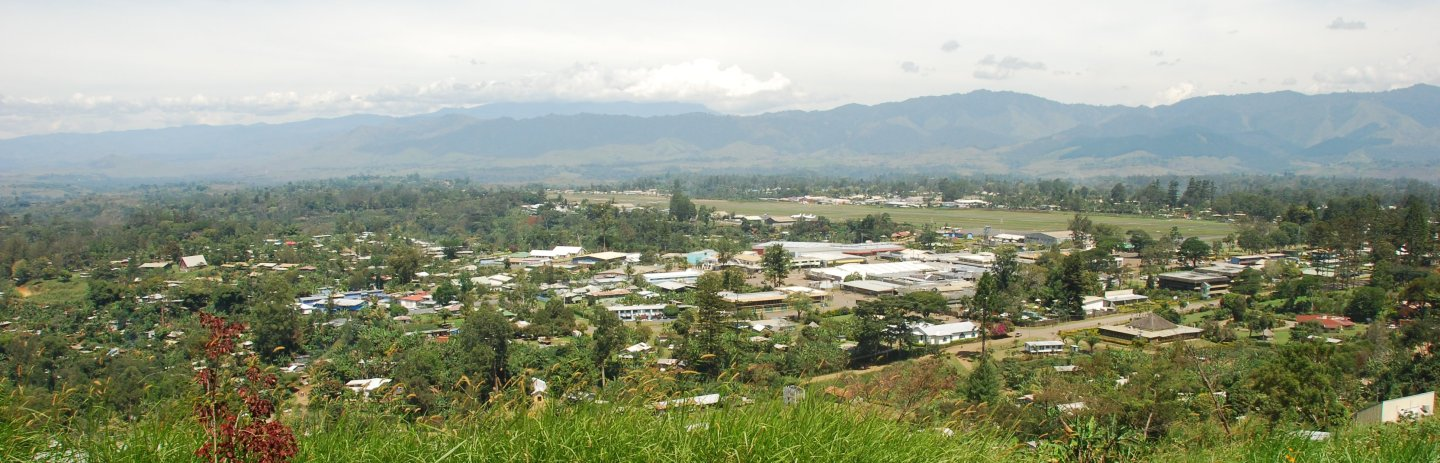
戈羅卡市東高地省

巴布亞紐幾內亞面積462,840平方公里，其国土包括所有島嶼在内位於赤道至南纬12度，東經140度至160度之间。
巴布亞新幾內亞為赤道多雨氣候區，氣候炎熱且降雨量大，形成一個個熱帶雨林，其國土多被山和熱帶雨林覆蓋。因巴布亞新幾內亞是熱帶雨林為主，所以在生物种类上相當豐富。植物方面都主要是一些高達數十米的闊葉樹木，而動物方面則主要以鳥類和有袋類動物為主。极乐鸟是巴布亚新几内亚特有的鸟类，被绘在其国徽中。

### 生態

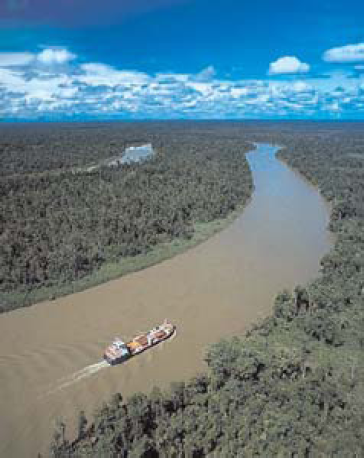
弗萊河

巴布亞紐幾內亞的一部分是澳大拉西亞生態區，其中還包括澳大利亞、新西蘭、印尼東部和一些太平洋群島，包括所羅門群島和瓦努阿圖。

### 氣候
巴布亞紐幾內亞為赤道氣候，其特點是一年四季高溫，高濕度。平地年平均氣溫約24℃，溫度隨高度升高迅速降低，夏季有暴雨。
| 月份                                                                     | 一月 | 二月 | 三月 | 四月 | 五月 | 六月 | 七月 | 八月 | 九月 | 十月 | 十一月 | 十二月 |
| ------------------------------------------------------------------------ | ---- | ---- | ---- | ---- | ---- | ---- | ---- | ---- | ---- | ---- | ------ | ------ |
| 最低溫（°C）                                                             | 23   | 22   | 22   | 22   | 22   | 22   | 21   | 21   | 22   | 22   | 22     | 23     |
| 最高溫（°C）                                                             | 31   | 31   | 31   | 31   | 30   | 30   | 29   | 30   | 30   | 31   | 32     | 32     |
| 平均溫（°C）                                                             | 28   | 28   | 27   | 27   | 27   | 26   | 26   | 26   | 26   | 27   | 28     | 28     |
| 雨量（mm）                                                               | 179  | 196  | 190  | 120  | 65   | 39   | 26   | 25   | 33   | 35   | 55     | 121    |
| Sources : CapAustral, www.studentsoftheworld.info （页面存档备份，存于） |      |      |      |      |      |      |      |      |      |      |        |        |

| Port Moresby, Papua New Guinea                                               | Port Moresby, Papua New Guinea | Port Moresby, Papua New Guinea | Port Moresby, Papua New Guinea | Port Moresby, Papua New Guinea | Port Moresby, Papua New Guinea | Port Moresby, Papua New Guinea | Port Moresby, Papua New Guinea | Port Moresby, Papua New Guinea | Port Moresby, Papua New Guinea | Port Moresby, Papua New Guinea | Port Moresby, Papua New Guinea | Port Moresby, Papua New Guinea | Port Moresby, Papua New Guinea |
| 月份                                                                         | 1月                            | 2月                            | 3月                            | 4月                            | 5月                            | 6月                            | 7月                            | 8月                            | 9月                            | 10月                           | 11月                           | 12月                           | 全年                           |
| ---------------------------------------------------------------------------- | ------------------------------ | ------------------------------ | ------------------------------ | ------------------------------ | ------------------------------ | ------------------------------ | ------------------------------ | ------------------------------ | ------------------------------ | ------------------------------ | ------------------------------ | ------------------------------ | ------------------------------ |
| 历史最高温 °C（°F）                                                          | 36.2 (97.2)                    | 36.1 (97.0)                    | 35.4 (95.7)                    | 34.2 (93.6)                    | 33.8 (92.8)                    | 33.9 (93.0)                    | 33.3 (91.9)                    | 33.8 (92.8)                    | 34.8 (94.6)                    | 35.5 (95.9)                    | 36.3 (97.3)                    | 36.3 (97.3)                    | 36.3 (97.3)                    |
| 平均高温 °C（°F）                                                            | 32.1 (89.8)                    | 31.6 (88.9)                    | 31.4 (88.5)                    | 31.3 (88.3)                    | 31.0 (87.8)                    | 30.3 (86.5)                    | 29.9 (85.8)                    | 30.3 (86.5)                    | 31.0 (87.8)                    | 32.0 (89.6)                    | 32.5 (90.5)                    | 32.4 (90.3)                    | 31.3 (88.3)                    |
| 日均气温 °C（°F）                                                            | 27.4 (81.3)                    | 27.3 (81.1)                    | 27.1 (80.8)                    | 27.0 (80.6)                    | 26.9 (80.4)                    | 26.1 (79.0)                    | 25.7 (78.3)                    | 26.1 (79.0)                    | 26.5 (79.7)                    | 27.5 (81.5)                    | 27.6 (81.7)                    | 27.8 (82.0)                    | 26.9 (80.4)                    |
| 平均低温 °C（°F）                                                            | 23.7 (74.7)                    | 23.5 (74.3)                    | 23.4 (74.1)                    | 23.5 (74.3)                    | 23.5 (74.3)                    | 23.1 (73.6)                    | 22.4 (72.3)                    | 22.6 (72.7)                    | 23.2 (73.8)                    | 23.5 (74.3)                    | 23.6 (74.5)                    | 23.7 (74.7)                    | 23.3 (73.9)                    |
| 历史最低温 °C（°F）                                                          | 20.4 (68.7)                    | 18.8 (65.8)                    | 18.3 (64.9)                    | 16.8 (62.2)                    | 14.5 (58.1)                    | 14.5 (58.1)                    | 10.4 (50.7)                    | 14.8 (58.6)                    | 14.4 (57.9)                    | 16.3 (61.3)                    | 16.0 (60.8)                    | 19.6 (67.3)                    | 10.4 (50.7)                    |
| 平均降雨量 mm（）                                                            | 192.2 (7.57)                   | 140.6 (5.54)                   | 189.8 (7.47)                   | 105.2 (4.14)                   | 56.2 (2.21)                    | 21.6 (0.85)                    | 13.8 (0.54)                    | 12.0 (0.47)                    | 14.4 (0.57)                    | 15.2 (0.60)                    | 40.0 (1.57)                    | 97.8 (3.85)                    | 898.8 (35.38)                  |
| 平均降雨天数（≥ 0.1 mm）                                                     | 18                             | 16                             | 18                             | 11                             | 9                              | 6                              | 4                              | 4                              | 5                              | 5                              | 6                              | 12                             | 114                            |
| 平均相對濕度（％）                                                           | 79                             | 81                             | 81                             | 82                             | 81                             | 79                             | 77                             | 76                             | 76                             | 76                             | 75                             | 77                             | 78                             |
| 月均日照時數                                                                 | 182                            | 158                            | 184                            | 200                            | 211                            | 200                            | 203                            | 222                            | 213                            | 231                            | 243                            | 216                            | 2,463                          |
| 来源1：World Meteorological Organization                                     |                                |                                |                                |                                |                                |                                |                                |                                |                                |                                |                                |                                |                                |
| 来源2：Deutscher Wetterdienst (extremes, mean temperature, humidity and sun) |                                |                                |                                |                                |                                |                                |                                |                                |                                |                                |                                |                                |                                |

## 經濟

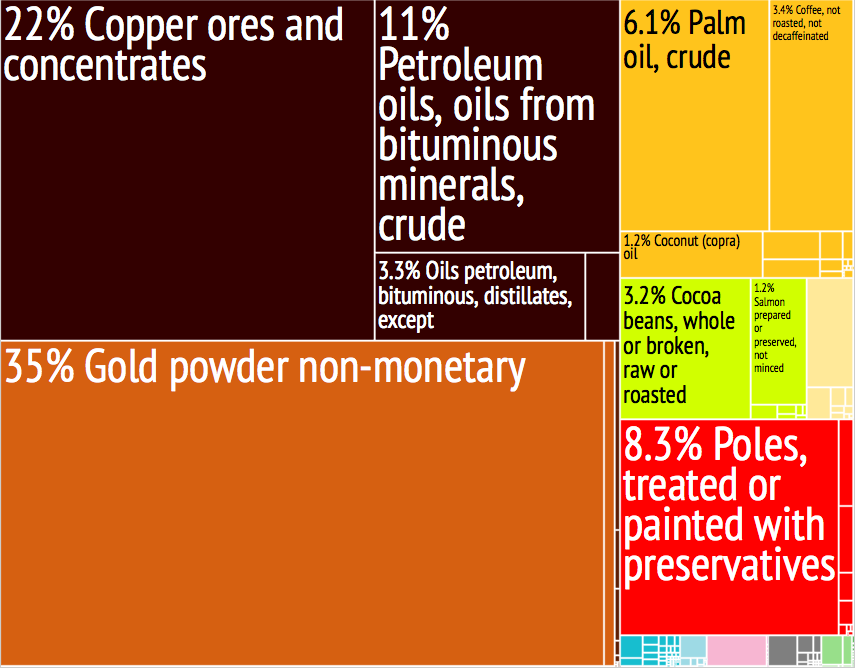
巴布亞紐幾內亞的出口產品，金、銅、石油、棕櫚油、咖啡、可可粉等

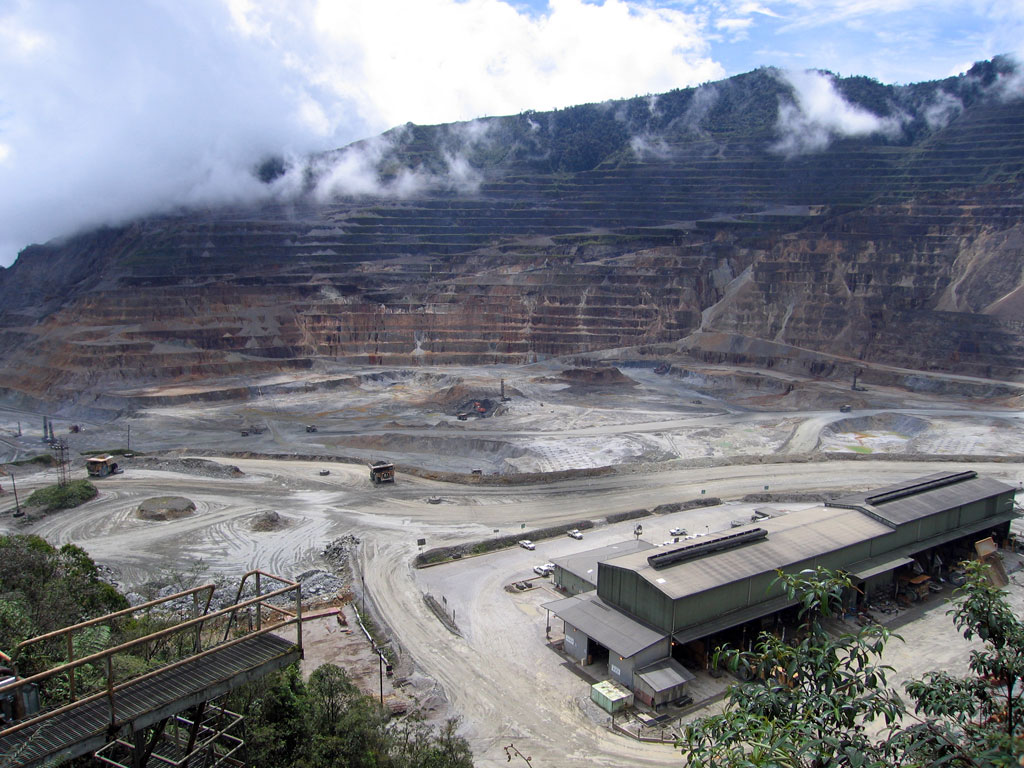
奧克泰迪礦場巴布亞新幾內西南部

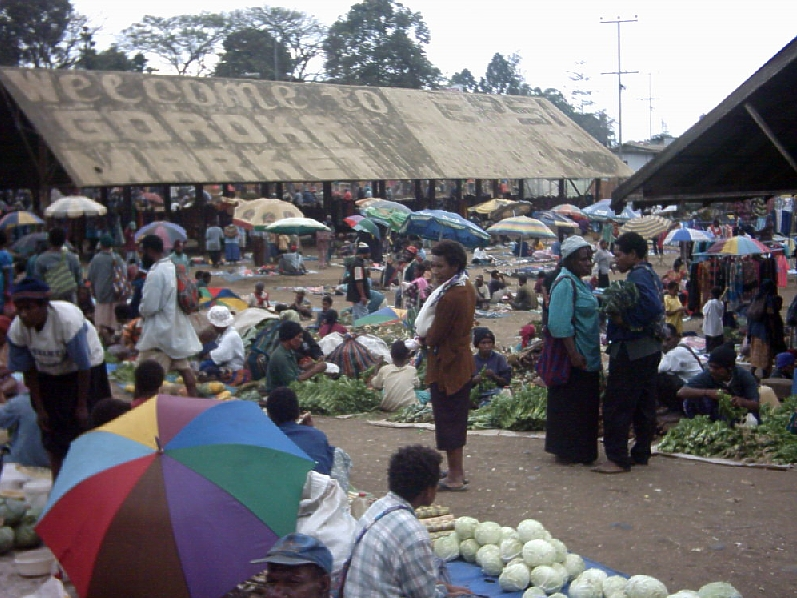
戈羅卡市場

巴布亞新幾內亞擁有豐富的自然資源，包括礦產和可再生資源，如森林，海洋（包括全球主要剩餘金槍魚資源的很大一部分），以及農業的某些部分，人民所得約為2,084美元（2015年估計）。
巴布亞新幾內亞主要是以農業為主，據2003年資料顯示，農業佔巴布亞新幾內亞經濟34%。主要出口有礦產和農產咖啡、可可、椰乾、棕油、橡膠、木材及海產等。
2018年11月，於摩斯比港舉辦第26屆亞太經濟合作會議領導人非正式會議。

## 網路
巴布亚新几内亚国内有三大營運商。
- Digicel（外资电信公司）
- Bmobile
- Vodafone（Vodafone PNG）
- Telikom（国有库姆电信控股公司（Kumul Telecom Holdings, KTH）旗下）

## 行政區劃

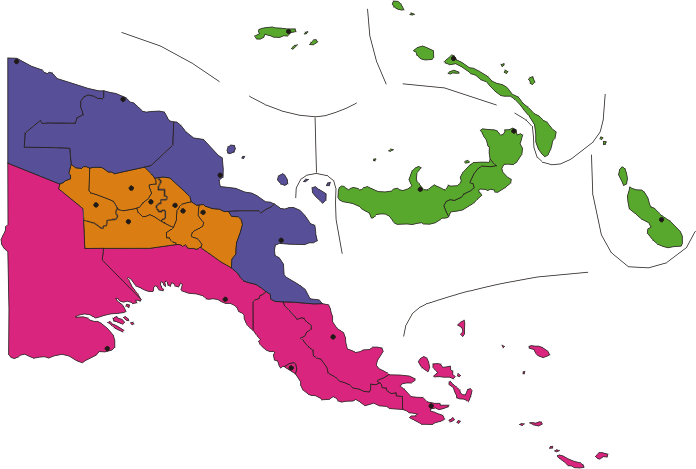
高地大區
群島大區
莫美斯大區
巴布亞大區

巴布亞新幾內亞分為四個大區（Region），雖然這並不是正式的行政區劃，但在政府，商業，體育和其他活動的許多方面都非常重要。
以下列出4個大區，以及其所屬的省份。
- 高地大区（英语：Highlands Region）：欽布省、東高地省、恩加省、赫拉省、吉瓦卡省、西高地省以及南高地省。
- 群岛大区（英语：Islands Region）：布干維爾自治区、東新不列顛省、馬努斯省、新愛爾蘭省以及西新不列顛省。
- 莫美斯大区（英语：Momase Region）：桑道恩省（西塞皮克省）、東塞皮克省、馬當省以及莫雷貝省。
- 南方大区（英语：Southern Region, Papua New Guinea）：中央省、海灣省、米爾恩灣省、北部省以及西部省。

巴布亞新幾內亞的首都為摩斯比港，全國共有22個省級行政區，包含20個省、1個自治區（布干維爾自治區）以及國家首都區。每個省可分為一個或多個區（District），一個區又分為一個或多個地方行政區域。巴布亞新幾內亞的省級行政區列表如下：
1. 中央省（Central）
2. 欽布省（Chimbu）
3. 東高地省（Eastern Highlands）
4. 東新不列顛省（East New Britain）
5. 東塞皮克省（East Sepik）
6. 恩加省（Enga）
7. 海灣省（Gulf）
8. 馬當省（Madang）
9. 馬努斯省（Manus）
10. 米爾恩灣省（Milne Bay）
11. 莫雷貝省（Morobe）
12. 新愛爾蘭省（New Ireland）
13. 北部省（Oro）Northern
14. 布干維爾自治区（Autonomous Region of Bougainville）
15. 南高地省（Southern Highlands）
16. 西部省（Western）
17. 西高地省（Western Highlands）
18. 西新不列顛省（West New Britain）
19. 桑道恩省（Sandaun）West Sepik
20. 國家首都區（National Capital District）
21. 赫拉省（Hela）
22. 吉瓦卡省（Jiwaka）

## 政治
巴布亚新几内亚是議會民主制的君主立憲國家，国家元首是國王查理三世，國王不在巴布亚新几内亚時由總督代爲行使元首職責。巴布亚新几内亚立法機構為一院制議會，政府首腦是總理，由議會内多數黨的領袖擔任。議會的111個議席中有22席為21個省和首都區的22名地方首長的官守議席。
巴布亞新幾內亞有40多個政黨，其中比較具有影響力的政黨有國民聯盟黨、人民行動黨、聯合資源黨、聯合黨、潘古黨、人民全國代表大會黨、人民民主運動黨、人民勞動黨、人民進步黨、巴布亞新幾內亞黨及新一代黨等。
巴布亚新几内亚是英联邦王國。

## 人口
巴布亚新几内亚在2014年人口估计为6,552,730，人口中位年龄是22.4岁。人口增长率是1.84%，出生率为24.89‰，死亡率为6.53‰。城市人口占13%。新生儿的死亡率是39.67‰。人口出生时的平均预期寿命是66.85岁。人口识字率是62.4%。没有读写能力的人中妇女占了大部分。

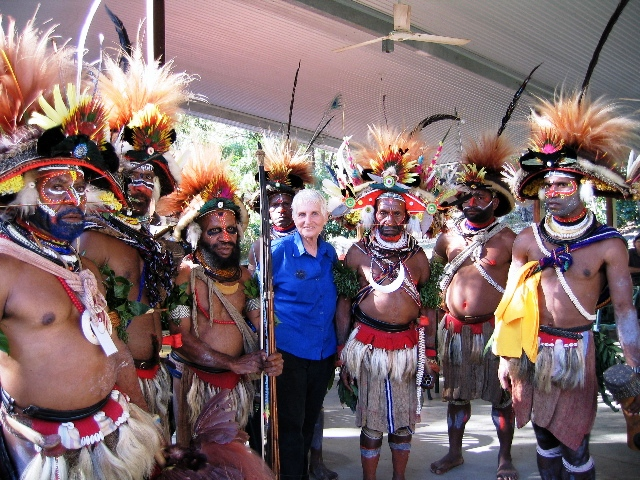
南高地省的胡裡維格曼人

巴布亞紐幾內亞是在世界上最多元化的國家之一。巴布亞紐幾內亞的土著族群有數百個。大部分被稱為巴布亞人。他們的祖先在幾萬年前，來到新幾內亞地區。很多偏遠的部落與外界仍然只有輕微的接觸。其余的土著居民为南岛民族，在少于四千年前迁移至该地区。
原住民的祖先在不到4萬年前抵達該地區。也有許多世界其他地方的居民，包括中國，歐洲，澳洲，菲律賓，波利尼西亞和密克羅尼西亞。在1975年，巴布亞獨立，有40,000名外籍人（主要是澳大利亞和中國）在巴布亞紐幾內亞。
華人：根據2008年的統計，華人人口約有5,000人至20,000人，當中既有老華僑的後人，也有最近十多年來自中國大陸及臺灣的華人。

## 文化

### 語言
巴布亚新几内亚是世界上語言分佈最多的國家，雖然該國人口只有約1,178萬左右，但國內有多於820種不同的語言。當地人在正式場合使用英語，而巴布亚皮钦语則是族際交流語，這是一種由英語和當地語言混合而成的克里奧爾語。另外摩圖語的簡化版本希里摩圖語也是該國的官方語言之一。

### 宗教
巴布亞紐幾內亞宗教（2020年）

### 體育
體育是巴布亞紐幾內亞文化很重要的一部分，聯盟式橄欖球是最受歡迎的體育項目。

### 教育
國家教授語言為英語，但巴布亞新幾內亞有大約800種不同的語言。
巴布亞新幾內亞大學位于首都摩斯比港。

## 交通
因其多山崎嶇地形（中部橫貫有山脈橫貫，切割南部的首都與北部各主要城市），不易興建穿越山脈的道路，故國內陸路交通不便。首都摩斯比港僅有Hiritano公路通往海灣省首府凱里馬，但尚無鐵路連接其他城市。
因其特殊的地理環境，空運乃國內最重要運輸方式，於2007年全國有578座機場，其次是水運，全國有港口50多個。

## 外部連結
- （英文）巴布亞紐幾內亞政府網站
- （英文）國家統計局 （页面存档备份，存于）
- （英文）《世界概况》上有关Papua New Guinea的条目
- （英文）中的“巴布亚新几内亚”
- Papua New Guinea at UCB Libraries GovPubs
- （英文） 維基媒體的巴布亚新几内亚地圖集
- OpenStreetMap上有關巴布亚新几内亚的地理

9°30′S 147°07′E / 9.500°S 147.117°E